# Gours
Gours är en kommun i departementet Gironde i regionen Nouvelle-Aquitaine i sydvästra Frankrike. Kommunen ligger i kantonen Lussac som tillhör arrondissementet Libourne. År 2022 hade Gours 523 invånare.

## Befolkningsutveckling
Antalet invånare i kommunen Gours
Referens:INSEE